# قائمة المجريين الحاصلين على جائزة نوبل

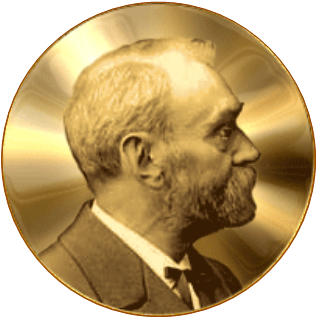
شعار جائزة نوبل.

منذ عام 1905 فاز المجريين بثلاثة عشر جائزة من جوائز نوبل. وفيما يلي قائمة كاملة من الحائزين على جائزة نوبل من المجر:

## الحائزون على الجائزة
| السنة | الصورة | الفائز             | المجال   | سبب الفوز |
| ----- | ------ | ------------------ | -------- | --- |
| 1905  |        | فيليب أنتون لينارد | الفيزياء | " لأبحاثه في أشعة الكاثود واكتشافه بعض خصائصها"                                                                                    |
| 1914  |        | روبرت باراني       | الطب     | "أبحاثه في فسيولوجيا وأمراض الجهاز الدهليزي للأذن الداخلية."                                                                       |
| 1925  |        | ريشارد سيغموندي    | الكيمياء | "لأبحاثه على الكلويد " |
| 1937  |        | ألبرت ناجيرابولت   | الطب     | "إكتشافه لفيتامين سي (C) ومكونات حمض الستريك وتفاعلاته"                                                                            |
| 1943  |        | جورج هيفيشي        | الكيمياء | ""لعمله على استخدام النظائر لمعرفة تأثيرها في دراسة العمليات الكيميائية""                                                          |
| 1961  |        | جورج فون بيكيسي    | الطب     | ""لاكتشافاته في الآلية الفيزيائية لعملية التحفيز داخل قوقعة الأذن"]]"                                                              |
| 1963  |        | يوجين ويغنر        | الفيزياء | "لأبحاثه في مجال نظرية النواة الذرية والجسيمات الأولية وعلى الأخص اكتشافه تطبيق مبدأ التناظر في الصياغة النظرية في ميكانيكا الكم." |
| 1971  |        | دنيس غابور         | الفيزياء | ""لاختراعه طريقة التصوير المجسم وكيفية تطويرها""                                                                                   |
| 1986  |        | جون تشارلس بولانيي | الكيمياء | ""لإسهاماته بشأن ديناميات العمليات الابتدائية الكيميائية""                                                                         |
| 1994  |        | جورج أولاه         | الكيمياء | "لمساهمته في كيمياء الكاتيون الكربوني"                                                                                             |
| 1994  |        | جون هارساني        | الاقتصاد | ""رائدة تحليل التوازن في نظرية المباريات غير التعاونية""                                                                           |
| 2002  |        | إيمري كيرتيس       | الأدب    | "نتاجه الذي يروي تجربة الفرد الهشة في مواجهة تعسف التاريخ الوحشي"                                                                  |
| 2004  |        | أفرام هيرشكو       | الكيمياء | "لاعماله حول تحول وتفتت البروتينات"                                                                                                |